# 同志社大学大学院脳科学研究科
同志社大学大学院脳科学研究科は、同大学大学院の研究科の1つである。2012年に新設された発達加齢脳専攻を単一専攻とする独立研究科である。
脳科学研究で国際的に活躍中の7人の教授により、少数精鋭かつオーダーメイドの教育が行われている。チュートリアル型の授業や実習、そして実験を通じて、自己学習能力や思考力を磨き、広い範囲の職種に応用できる基礎力を育てることを目標としている。
講義や研究は京田辺キャンパスの訪知館で行われている。

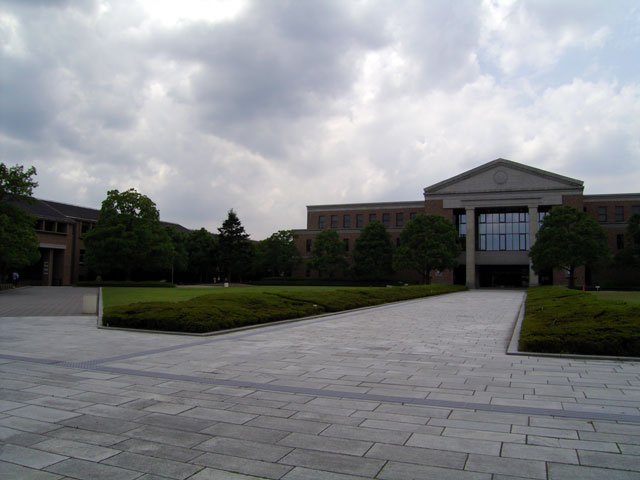
京田辺キャンパス

## 概要
人間が実存する、その根幹である脳の働きの仕組みを明らかにすることが、自然科学と精神科学の両方に対して最重要であるという考えのもと、神経・精神疾患の予防と治療に加え、子供の教育方法の改善、科学的そして社会的意義が高いとされる脳の発達障害や老化に関わる、「発達・加齢」を対象とした脳科学研究を行っている。また専門知識、実験技術のみならず、研究者に必要な研究戦略や目標の設定力、思索力、コミュニケーション力等の実力を多方面から多面的に鍛えることを、教育の柱と位置付けている。
これらの研究により、世界の脳科学研究の第一線で活躍できる研究者を育成し、我が国がめざす「科学技術立国」を支える基礎研究者の育成や、脳科学の研究成果に基づき、商品開発や研究戦略を立案できる開発研究者など、研究成果を国際社会に還元し、生命科学、基礎医学分野の発展に寄与する人材の養成に携わっている。

## 専攻と分野
専攻名称は発達加齢脳専攻、学位は理学博士（PhD）が授与される。
入学定員は10名となっている。また3分野7部門の内訳は以下のとおりである。
分子細胞脳科学分野
- 分子細胞脳科学分野	シナプス分子機能部門 （部門長 坂場 武史）
- 神経膜分子機能部門 （部門長 髙森茂雄）
- 神経発生分子機能部門 （部門長 元山純）

システム脳科学分野
- 神経回路情報伝達機構部門部門（部門長 櫻井芳雄）
- 認知行動神経機構部門 （部門長 髙橋晋）

病態脳科学分野
- 認知記憶加齢部門 （部門長 貫名信行）
- チャネル病態生理部門 （部門長 御園生裕明）

## 教育
脳科学研究の最前線で国際的に活躍する専任教授による、オーダーメイドの教育を行う。
- 全学年学生収容定員 50名
- 専任教授（部門長）7名
- 各部門2名の特任研究・教育スタッフ'

アドバイザー制度が設けられており、単位取得のデザイン、学位研究テーマの企画、研究上の問題点、卒業後の進路などに関して相談にあたる。
5年一貫制の博士課程を採用しており、5年間勉学・研究に集中することで、研究活動に必要な実力を養成する。

### 修了要件
- 研究指導科目の18単位を含め、合計40単位以上を履修する必要がある。
- 博士論文を提出し、最終試験に合格する。
- 研究に必要とされる1カ国以上の以上の外国語に通じている。

一貫制博士課程に5年以上在学していることが要件だが、優れた研究業績を挙げた学生は、規定により、3年以上5年未満の在学であっても修了できる。その場合、必修科目である研究指導科目「脳科学研究特殊実験Ⅱ～Ⅴ」の履修については、必ずしも規定に従うものではなく、博士論文審査を含めて総合的に判断することになる
。
チュートリアル方式やディスカッション形式を採り入れているのに加え、国際基準教育として、多くの英語教材を採り入れ、英語による討論や発表訓練も行われている。また複数領域の方法論の体得や、視野を広げる教育のために、研究科内部門間共同研究や他研究科との連携（後述）を行っている
。

### 奨学金制度とキャリア支援
- 奨学金

5年間にわたり、学費に相当する奨学金が給付される。入学時32歳未満（転入学時34歳未満）の大学院学生に対して5年（転入学者は3年）の間、学費（入学金（初年度のみ）、授業料、教育充実費、実験実習料）相当の額が給付される。この奨学金は返還の必要はない。
- キャリア支援

海外サマーコースへの参加支援をはじめ、国際学会・シンポジウム参加発表の奨励とその支援、企業インターンシップへの参加などの支援がある。

### 研究センター
研究センターとして、中核的研究拠点である行動神経科学研究センター（センター長：櫻井芳雄）が京田辺キャンパス訪知館に設けられている。脳科学、生命科学、動物行動学、実験心理学の協力により、行動と脳の関係に焦点を絞って、生得的行動から学習行動に至る様々な行動をつかさどる神経メカニズムの解明をめざすのが目的である。

### リサーチ・インターン
分子・細胞レベルの脳科学研究を実地に体験してもらうための、学内外の学部生や修士課程修了の学生を対象に、リサーチ・インターン制度が設けられている。研究部門での実験はもちろん、各部門の勉強会・論文講読会への参加や、本研究科内の研究発表会への参加も可能である。参加費は京田辺キャンパスへの交通費のみ自己負担で、同志社大学生、大学院生は、最長で１年間（年度末まで）の受け入れが可能である。再応募による次年度への延長もできる。他大学の学生の場合は、所属大学の夏季休暇及び春季休暇のみ受け入れ可能となっている
。

## 学内外連携
学内の以下の4研究科とは、科目提供、共同研究を通じて連携を強め、教育と研究を充実させている。
- 生命医科学研究科
- 理工学研究科
- 神学研究科
- 心理学研究科

生命医科学部・生命医科学研究科との連携では、細胞学や分子生物学を基にした神経細胞、グリア細胞等の機能の解明に研究や授業で協力体制を取っている。生命医科学部・生命医科学研究科では、細胞の環境ストレス応答をはじめ様々な研究が行われており、本研究科との共同研究、あるいは合同の研究会等を通して、より多面的な脳機能の理解が期待されている。
理工学部・理工学研究科との連携では、新しい機能分子の開発、現象やシステムのモデル化や定式化、メカトロニクスの開発研究などで、本研究科の脳のメカニズムに関する基礎知識を融合させ、創薬や脳機能測定法、ブレイン・マシン・インターフェース技術の開発等を促進する狙いがある。
心理学研究科との連携では、認知機能の発達過程の解明に向けた研究を推進させることが期待されている。将来的に共同研究や合同の研究会等を通し、より多面的な脳機能の理解が期待されている。
神学研究科との提携では、脳科学を巡る生命倫理、社会倫理の諸課題を整理して視野を広げる科目を共同で開設している。
学外機関とは連携大学院の実施を行っている。

## 研究成果・活動
日本学術振興会の先端研究拠点事業として、2つの研究が採択されている。
- 光生物学を軸とした神経可塑性研究拠点の形成

日本学術振興会平成29年度先端研究拠点事業「A 先端拠点形成型」に採用 支援期間：平成29年4月～平成34年（令和4年）3月
- 神経シナプスナノ生理学拠点の構築

日本学術振興会平成24年度先端研究拠点事業「A 先端拠点形成型」に採用 支援期間：平成24年4月～平成29年3月
理化学研究所、東京大学、京都大学、順天堂大学などとの共同研究も行われている。